# Jerzy Ostapczuk
Jerzy Ostapczuk (ur. 12 kwietnia 1974 w Białymstoku) – biblista, lingwista, teolog prawosławny, doktor habilitowany nauk teologicznych w zakresie teologii biblijnej, profesor nadzwyczajny Wydziału Teologicznego Chrześcijańskiej Akademii Teologicznej w Warszawie (ChAT). Od 2016 dziekan tego Wydziału Teologicznego.

## Życiorys
Maturę uzyskał w Liceum Ogólnokształcącym z Dodatkową Nauką Języka Białoruskiego w Hajnówce. Jest absolwentem magisterskich studiów teologicznych w Sekcji Teologii Prawosławnej w ChAT (1998). Był stypendystą uniwersytetów w Salonikach (1998) i Atenach (1999), Amsterdamie (Vrije University (1999–2000)) i Columbus (Ohio State University (2008)). W 2007 uzyskał w ChAT stopień naukowy doktora nauk teologicznych na podstawie rozprawy pt. Perykopy liturgiczne okresu paschalnego i Święta Pięćdziesiątnicy staro-cerkiewno-słowiańskich lekcjonarzy krótkich napisanej pod kierunkiem abp. prof. Jeremiasza (Jana Anchimiuka). W 2014 otrzymał stopień doktora habilitowanego na podstawie dorobku naukowego oraz rozprawy habilitacyjnej pt. Sobotnie i niedzielne perykopy liturgiczne z Ewangelii Mateusza w cerkiewnosłowiańskich lekcjonarzach krótkich. Jest kierownikiem Katedry Pisma Świętego Nowego Testamentu i p.o. kierownika Katedry Pisma Świętego Starego Testamentu Sekcji Teologii Prawosławnej WT ChAT.
10 marca 2016 został wybrany na stanowisko dziekana Wydziału Teologicznego ChAT na kadencję 2016–2020. Stanowisko to objął ponownie w 2020 i 2024 roku.
W latach 2011–2017 pełnił funkcję sekretarza redakcji czasopisma Rocznik Teologiczny.
Jest członkiem stowarzyszonym Stowarzyszenia Biblistów Polskich i Komisji Biblijnej Międzynarodowego Komitetu Slawistów.

## Odznaczenia
W 2015 został odznaczony Brązowym Krzyżem Zasługi.

## Wybrane publikacje
- Cerkiewnosłowiański przekład liturgicznych perykop okresu Paschalnego i święta Pięćdziesiątnicy, Warszawa: Chrześcijańska Akademia Teologiczna, 2010.
- Język grecki Nowego Testamentu, Warszawa: Chrześcijańska Akademia Teologiczna, 2006.
- Sobotnie i niedzielne perykopy liturgiczne z Ewangelii Mateusza w cerkiewnosłowiańskich lekcjonarzach, Warszawa: Wydawnictwo Naukowe Chrześcijańskiej Akademii Teologicznej, 2013.